# ブロッサム (テレビドラマ)
『ブロッサム』（英: Blossom）は、アメリカで製作されたシチュエーション・コメディ。NBCテレビで1991年1月3日から1995年5月22日にかけて5シーズン、113話が放送された。

## 概要
日本では、NHK教育テレビにおいて1995年4月10日から1997年6月30日まで放送されていた（ただし、第3シーズンに1話未放映分が存在する）。第1・2シーズンはビデオソフトにされているが、日本では発売されていない。
特色としては、登場人物に明確な突っ込み役がおらず、ボケの応酬が多く見られる。
主題歌は 「opinionation」。

## 登場人物
| 役名                             | 俳優                   | 日本語吹替 | 説明 |
| -------------------------------- | ---------------------- | ---------- | --- |
| ブロッサム・ルソー Blossom Russo | メイム・ビアリク       | 相原勇     | 本作の主人公。一家の長女。父と兄2人と一緒に暮らす。                                                                                          |
| ニック・ルソー Nick Russo        | テッド・ウォズ         | 大塚明夫   | 一家の父。ピアニスト。妻マディとは離婚しており、別居している。                                                                               |
| アンソニー・ルソー Anthony Russo | マイケル・ストヤノフ   | 松本保典   | ブロッサムの長兄。アルコール中毒だったが、現在は更生しており、救急隊員になっている。                                                         |
| ジョーイ・ルソー Joey Russo      | ジョーイ・ローレンス   | 結城比呂   | ブロッサムの次兄。大半がボケキャラの登場人物の中でも、特にボケている。ハンサムだが、その天然ボケゆえもてない。高校では野球部に所属している。 |
| バズ・リッチマン Buzz Richman    | バーナード・ヒューズ   | 富田耕生   | ブロッサムの祖父。 |
| マディ Maddy Russo               | メリサ・マンチェスター |            | ブロッサムの母。シンガー。ニックとは離婚しており、別居している。                                                                             |
| シックス Six LeMuere             | ジェンナ・フォン・オイ | 長沢直美   | ブロッサムの親友。早口で捲くし立てるのが得意。                                                                                               |
| シャロン Sharon LeMeure          | ゲイル・エドワーズ     | 小山茉美   | シックスの母。 |

## その他
- 第7話「ダンスの相手をどうぞ」において、テレビドラマ『アルフ』のアルフがゲスト出演。アルフを吹替えた所ジョージの再登板も実現している。
- 有名ゲストや、まだ無名な頃のスターも出演しており、ウィル・スミス、トビー・マグワイア、B.B.キング、ミスター・T、ブリタニー・マーフィー、ヒュー・ヘフナー、デヴィッド・アークエット、デヴィッド・シュワイマー、ドン・キング、スティーヴン・ドーフ、ジョヴァンニ・リビシらなどがいる。
- 1997年4月21日、日本で本作がNHK教育テレビ（Eテレ）で放送されていた頃、本作の前番組であった『天才てれびくん』（18時00分 - 18時25分）では、月曜日の生放送の回にヘール・ボップ彗星を見る企画があったが、彗星を見ることができる時間帯が生放送終了後と答えが来た時、司会の天野ひろゆきが「その時間には、もう『ブロッサム』の時間に入ってますから」とツッコミを入れた。

## スタッフ
- 製作総指揮：ジーン・レイノルズ、ポール・ユンガー・ウィット、トニー・トーマス、ドン・レオ
- 演出：ゼーン・バズビー、ビル・ビクスビー、テッド・ウォス、ジル・ユンガー、ピーター・ボールドウィン、ジョン・ホワイトセル、ジョー・ベーゲン
- 制作：インパクト・ゾーン・プロダクション、ウィット/トーマス・プロダクション、タッチストーンテレビジョン

### 日本語版スタッフ
- 日本語版台本：佐藤一公
- 佐藤敏夫、高久孝雄、倉橋静男、西村亜紀子